# Ocean floor disposal
O descarte no fundo do oceano é um método de 'Sequestro' de resíduos radioativos em sedimentos do fundo do oceano, onde é improvável que seja perturbado geologicamente ou por atividade humana.
Vários métodos de deposição de material no fundo oceânico têm sido propostos, incluindo envolvê-lo em concreto e como o Reino Unido já fez anteriormente, lançando-o em torpedos projetados para aumentar a profundidade de penetração no fundo oceânico, ou depositando contêineres em poços perfurados com técnicas semelhantes às utilizadas na exploração de petróleo . 
O sedimento do fundo do oceano está saturado com água, mas como não há lençol freático per se e a água não flui através dele, a migração de resíduos dissolvidos é limitada à taxa na qual eles podem se difundir através da argila densa. Isso é lento o suficiente para que possa levar milhões de anos para que os resíduos se difundam através de várias dezenas de metros de sedimentos, de modo que, quando chegarem ao mar aberto, estejam altamente diluídos e decompostos . Acredita-se que grandes regiões do fundo do oceano sejam completamente geologicamente inativas e não se espera que haja uma extensa atividade humana lá no futuro. A água absorve essencialmente toda a radiação em poucos metros, desde que os resíduos permaneçam contidos.
Um dos problemas associados a esta opção passa pela dificuldade de recuperar os resíduos, se necessário, uma vez que se encontram no fundo do oceano. Além disso, estabelecer uma estrutura internacional eficaz para desenvolver, regular e monitorar um repositório no fundo do mar seria extremamente difícil.
Além das considerações técnicas e políticas, a Convenção de Londres proíbe o descarte de materiais radioativos no mar e não faz distinção entre resíduos despejados diretamente na água e resíduos enterrados sob o fundo do oceano. Permaneceu em vigor até 2018, após o qual a opção de disposição no fundo do mar pode ser revisitada em intervalos de 25 anos.
A deposição de resíduos, em recipientes adequados, em zonas de subducção também foi sugerida. Aqui, os resíduos seriam transportados pelo movimento das placas tectônicas para o manto da Terra e se tornariam inofensivos por diluição e decomposição natural. Várias objeções foram levantadas a este método, incluindo vulnerabilidades durante o transporte e descarte, bem como incertezas nos processos tectônicos reais. 